# Archidendropsis
Archidendropsis là một chi thực vật có hoa trong họ Đậu. Chi này có 14 loài được mô tả, nhưng chỉ có 13 loài trong số chúng được chấp nhận. Chúng được tìm thấy ở Nouvelle-Calédonie.

## Loài
- Archidendropsis basaltica (F.Muell.) I.C.Nielsen
- Archidendropsis fournieri (Vieill.) I.C. Nielsen
  - Archidendropsis fournieri var. auriculata
- Archidendropsis fulgens (Labill.) I.C. Nielsen
- Archidendropsis glandulosa (Guillaumin) I.C. Nielsen
- Archidendropsis granulosa (Labill.) I.C. Nielsen
- Archidendropsis lentiscifolia (Benth.) I.C. Nielsen
- Archidendropsis macradenia (Harms) I.C. Nielsen
- Archidendropsis oblonga (Hemsl.) I.C. Nielsen
- Archidendropsis paivana
  - Archidendropsis paivana subsp. balansae
  - Archidendropsis paivana subsp. tenuispica
- Archidendropsis sepikensis (Verdc.) I.C.Nielsen
- Archidendropsis spicata (Verdc.) I.C.Nielsen
- Archidendropsis streptocarpa (Fournier) I.C. Nielsen
- Archidendropsis thozetiana (F.Muell.) I.C.Nielsen
- Archidendropsis xanthoxylon (C.T.White & W.D.Francis) I.C.N

## Hình ảnh

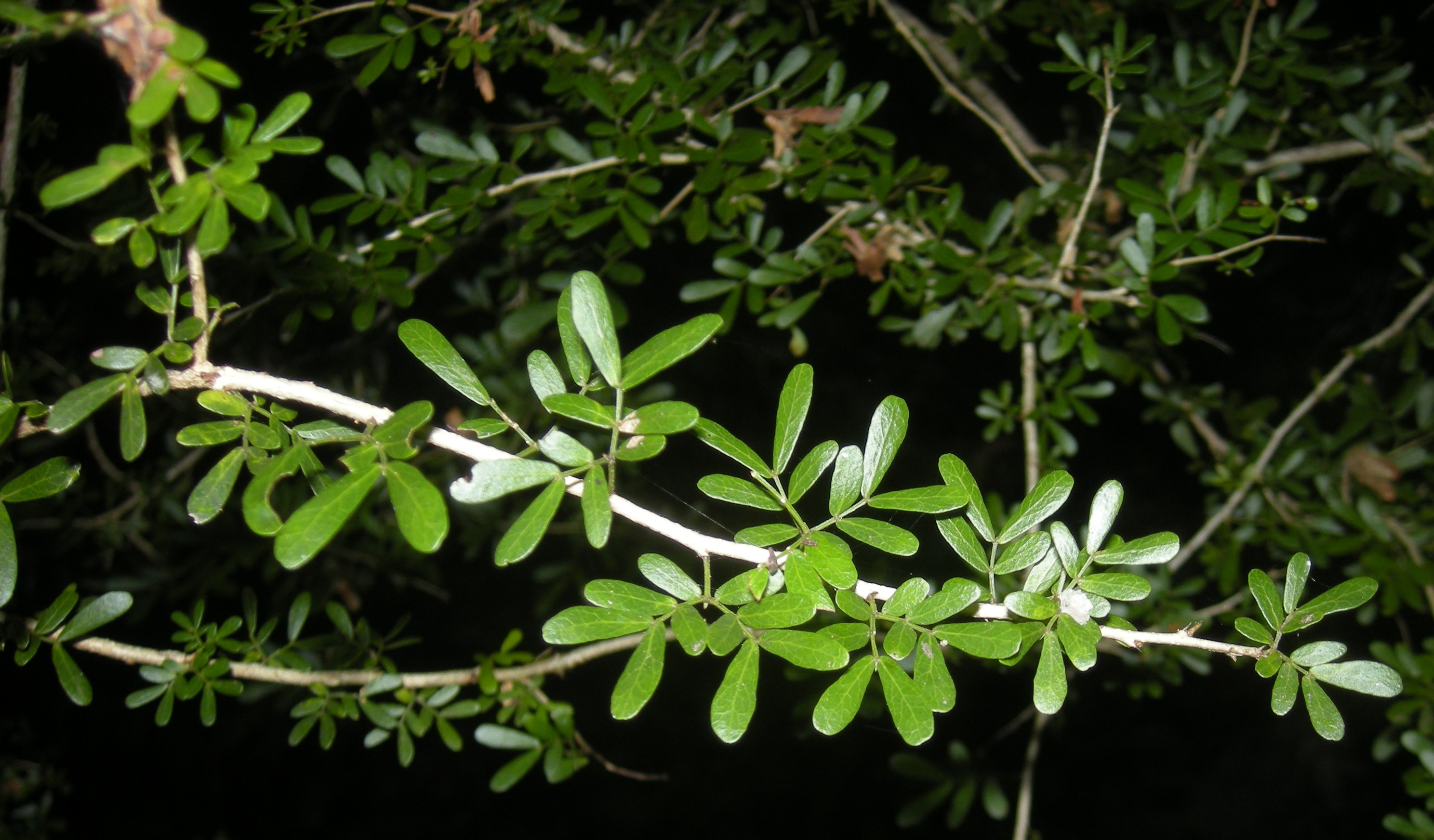
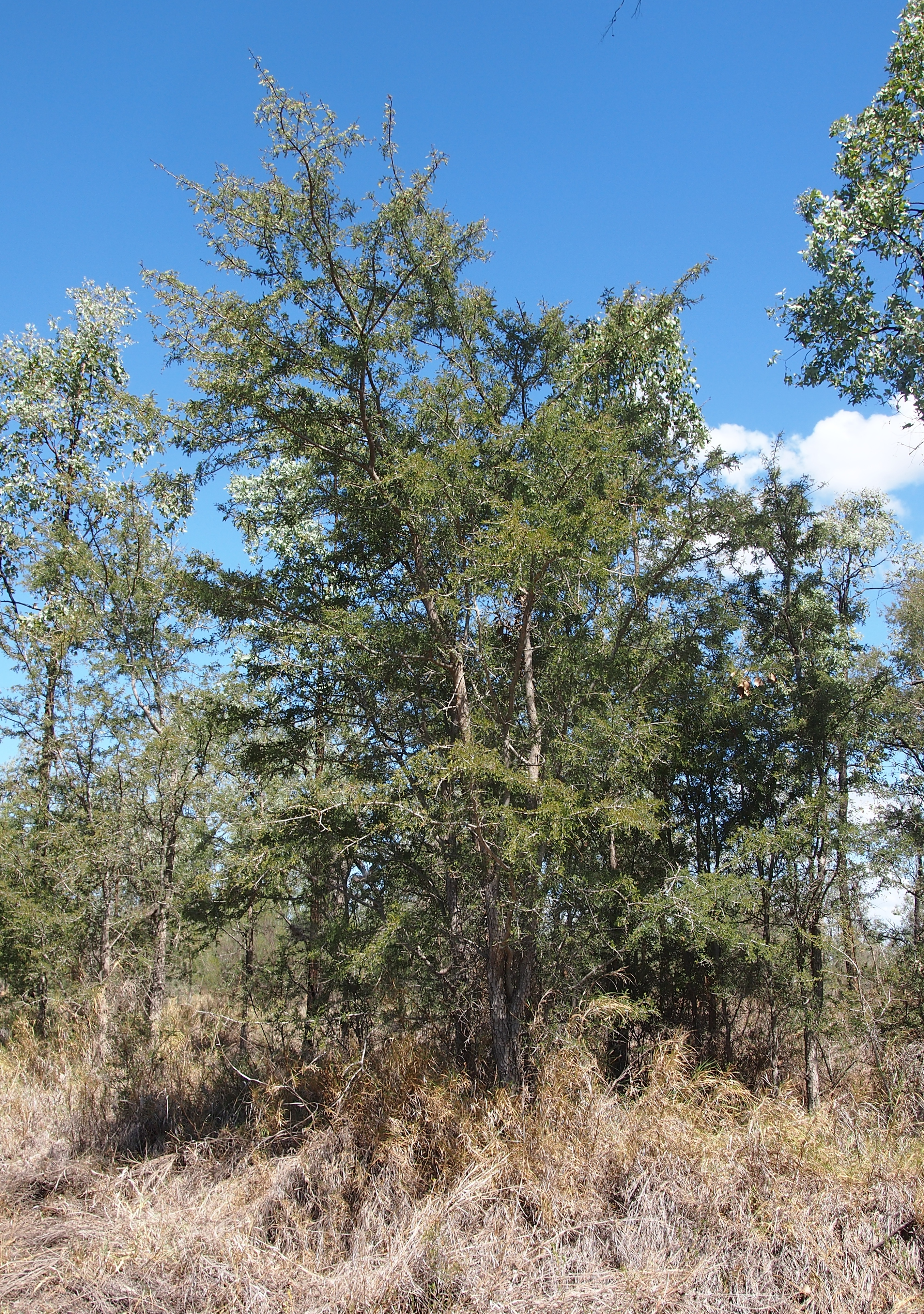